# IP-camera

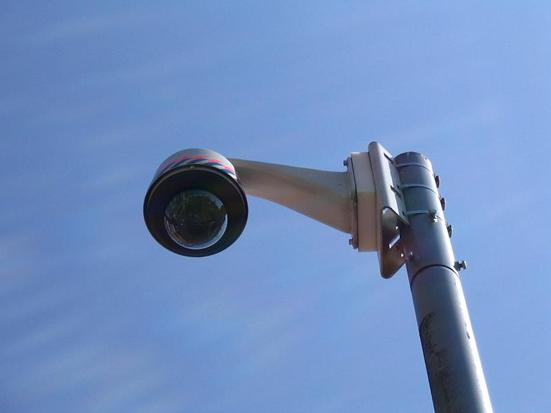
Camera voor parkeerterrein

Een IP-camera is een camera die werkt via een IP-netwerk. De meeste IP-camera's zijn webcams.
Een veel gebruikte toepassing is camerabewaking met behulp van netwerktechnologie. Voorheen werden camerabewakingssystemen (CCTV) vaak uitgerust met 1-op-1-verbindingen waarbij vooral coaxkabel werd gebruikt. Door marktontwikkelingen en technologische vooruitgang wordt deze techniek nu langzaamaan vervangen door een internetverbinding.
Anno 2023 wordt er vooral gebruikgemaakt van megapixelcamera's als het gaat om IP-video, echter met de komst van SDI-technologie (in beveiliging ook wel HD-SDI) kunnen er met de 1-op-1-verbinding via een coaxkabel full-HD-beelden  (1080P) van een videosurveillancecamera worden verkregen.
HD-SDI biedt een aantal voordelen boven netwerkvideo; zo is er geen sprake van latency en is installatie van een dergelijk systeem net zo eenvoudig als een 'traditioneel' coaxiaal videobewakingssysteem. De SDI-technologie blijft echter een één-op-éénverbinding. De opkomst van cloud computing-diensten zoals VSaaS en Video Content Analyse (VCA) geeft de netwerkcamera meer voordelen ten opzichte van traditionele CCTV-coax-systemen dan alleen een verhoogde beeldkwaliteit.